# هيو هنت
هيو هنت (بالإنجليزية: Hugh Hunt)‏ (و. 1902 – 1988 م) هو سينوغراف أمريكي، ولد في تينيسي، توفي في سان دييغو، عن عمر يناهز 86 عاماً.

## جوائز وترشيحات
حصل على جوائز منها:
- جائزة الأوسكار لأفضل تصميم إنتاج، عن عمل: مقاطعة رينتري

ترشح لـ:
- جائزة الأوسكار لأفضل إخراج فني، أبيض وأسود، عن عمل: مدام كوري
- جائزة الأوسكار لأفضل تصميم إنتاج، عن عمل: Cimarron (1960 film) [الإنجليزية]‏
- جائزة الأوسكار لأفضل تصميم إنتاج، عن عمل: بن هور
- جائزة الأوسكار لأفضل تصميم إنتاج، عن عمل: Mutiny on the Bounty (1962 film) [الإنجليزية]‏
- جائزة الأوسكار لأفضل إخراج فني، أبيض وأسود، عن عمل: Twilight of Honor [الإنجليزية]‏
- جائزة الأوسكار لأفضل تصميم إنتاج، عن عمل: The Unsinkable Molly Brown (film) [الإنجليزية]‏
- جائزة الأوسكار لأفضل تصميم إنتاج، عن عمل: مقاطعة رينتري
- جائزة الأوسكار لأفضل إخراج فني، أبيض وأسود، عن عمل: يوليوس قيصر
- جائزة الأوسكار لأفضل إخراج فني، أبيض وأسود، عن عمل: صورة دوريان غراي
- جائزة الأوسكار لأفضل إخراج فني، أبيض وأسود، عن عمل: ساأبكي غدا (فيلم)
- جائزة الأوسكار لأفضل إخراج فني، أبيض وأسود، عن عمل: The Red Danube [الإنجليزية]‏
- جائزة الأوسكار لأفضل تصميم إنتاج، عن عمل: الوضع الراهن
- جائزة الأوسكار لأفضل إخراج فني، أبيض وأسود، عن عمل: Mister Buddwing [الإنجليزية]‏.

## وصلات خارجية
- هيو هنت على موقع IMDb (الإنجليزية)
- هيو هنت على موقع أول موفي (الإنجليزية)
- هيو هنت على موقع قاعدة بيانات برودواي على الإنترنت (الإنجليزية)
- هيو هنت على موقع قاعدة بيانات الفيلم (الإنجليزية)